# تورو دت
تورو دت (بالبنغالية: তরু দত্ত)‏ (4 مارس 1856، كلكتا في الهند - 30 أغسطس 1877، كلكتا في الهند)؛ شاعرة، كاتِبة، مترجمة وروائية .